# Taieb Louhichi
Taieb Louhichi (Mareth, 16 giugno 1948 – 21 febbraio 2018) è stato un regista e sceneggiatore tunisino.

## Biografia
Nacque il 16 giugno 1948 a Mareth, in Tunisia. Laureatosi in lettere e sociologia, studiò cinema a Parigi all'Institut de Formation Cinématographique e all'École Vaugirard.
Fu regista di cortometraggi, lungogmetraggi e documentari nonché autore di sceneggiature. Vinse un premio al Festival di Cannes nel 1982 per Dhil al-ardh.

## Filmografia
- Dhil al ardh (1982)
- Layla (1989)
- La danse du vent (2003)
- Raqsat errihu (2004)